# Xylobotryum
Xylobotryum är ett släkte av svampar. Xylobotryum ingår i klassen Dothideomycetes, divisionen sporsäcksvampar och riket svampar.